# Geboortegezwel

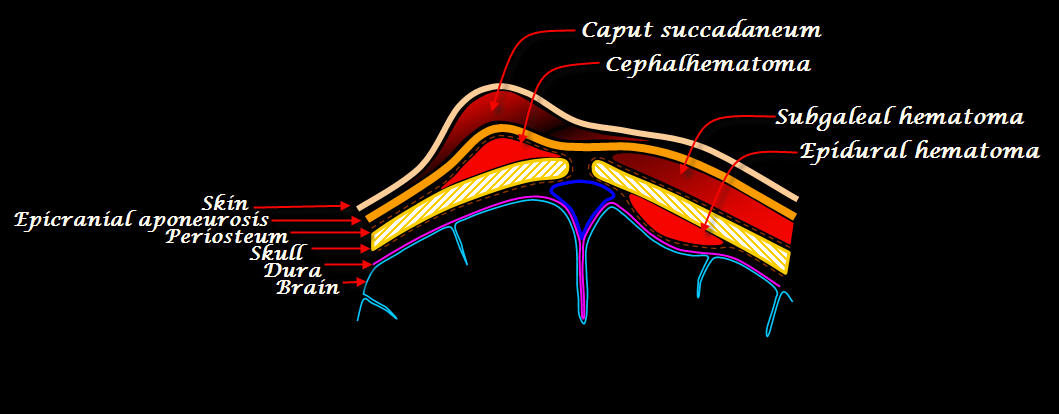
Voorbeeld van gezwel (Latijn/Engelse tekst)

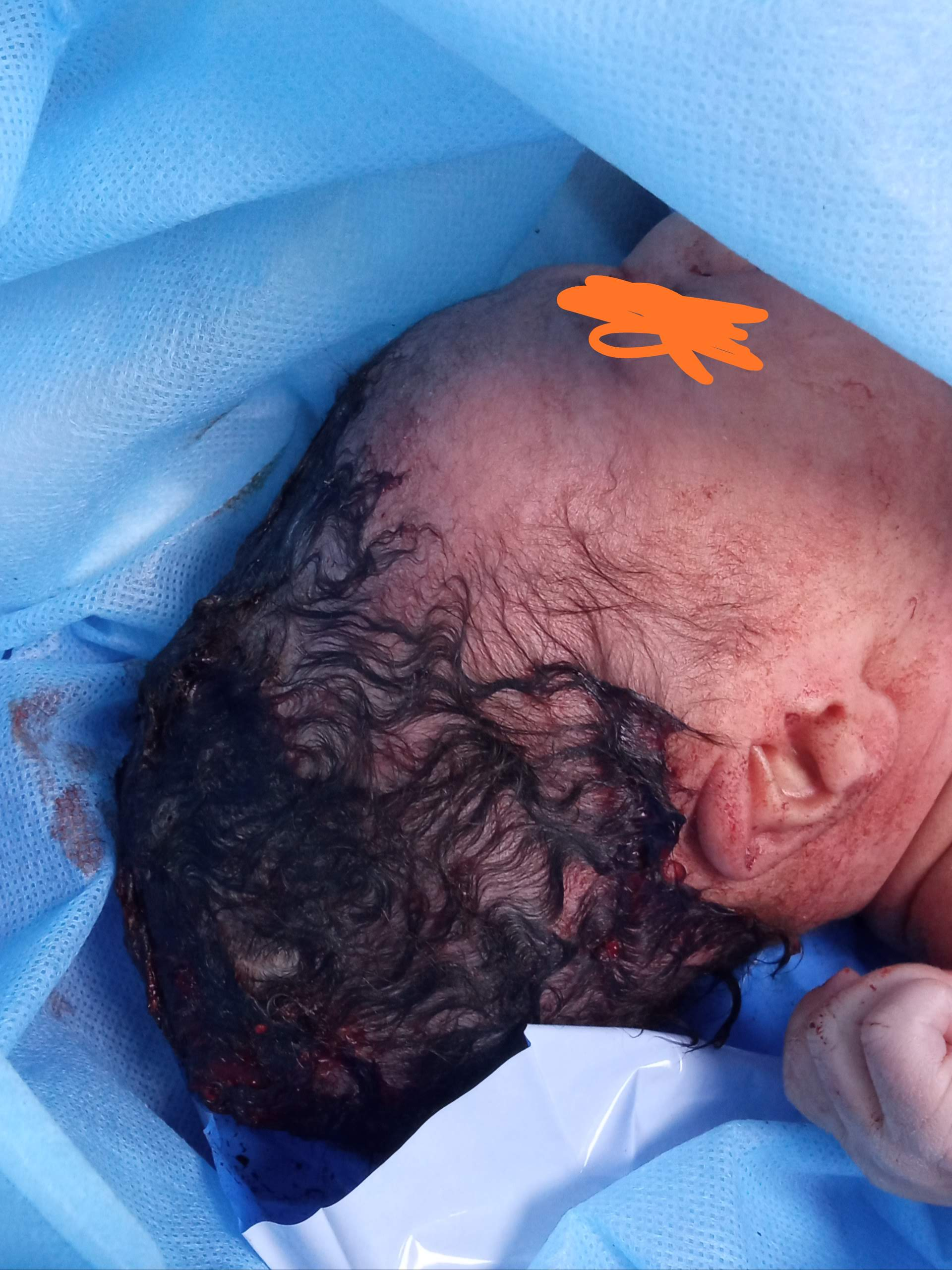
pasgeboren baby met Caput sccedaneum)

Een geboortegezwel, ofwel caput succedaneum, is een bij de geboorte aanwezige zwelling van het zachte
weefsel op dat deel van de schedel dat het eerst geboren is (normaal het
achterhoofd). Dit komt vooral voor wanneer de uitdrijving lang heeft geduurd
of het vruchtwater vroeg afgelopen is. Het verdwijnt vanzelf binnen één of
twee dagen.
Zo'n gezwel kan ook ontstaan indien er een vacuümextractor tijdens de baring werd gebruikt. De zuignap veroorzaakt een kleine buil, omdat de onderdruk onder de zuignap het weefsel uit elkaar trekt. Het is een onschadelijk verschijnsel, dat meestal al na een paar uur weer helemaal is verdwenen. Soms komt het echter voor dat er een bloeding ontstaat onder het buitenste beenvlies van de schedelbotten en dan ontstaat er een zwelling die langer blijft bestaan. Na een paar weken is er evenwel niets meer van te zien.